# Campionat del Món d'hoquei sobre patins masculí de 2022
El XLV Campionat mundial d'hoquei sobre patins masculí es va celebrar a la ciutat de San Juan, Argentina entre el 7 i el 13 de novembre de 2022 dins del context dels jocs mundials de patinatge, després de ser aplaçats l'any 2021 per les conseqüències derivades de la pandèmia del Covid-19.
El campionat es va disputar de forma simultania al Campionat mundial d'hoquei sobre patins femení i al campionat mundial d'hoquei sobre patins masculí U-19. Un total de 22 seleccions nacionals masculines dividides en 3 subcompeticions, i 10 seleccions nacionals U-19 dels cinc continents es van enfrontar en les seves respectives categories. La selecció guanyadora tant en categoria sènior com en U-19 va acabar sent la amfitriona Argentina.

## Format de la competició
Després que les restriccions derivades del Covid-19 només permetessin l'organització dels campionats continentals europeu i americà, els quals havien de donar l'accés en aquest mundial per a les seleccions d'arreu, es va decidir mantenir l'estructura de les edicions anteriors.
Campionat mundial
S'havia de compondre pels quatre primers classificats en el campionat d'Europa, els tres primers d'Amèrica i el campió d'Àfrica. Encara que finalment es va compondre el grup amb una selecció africana més en detriment de la tercera selecció americana.
En la primera fase, les vuit seleccions, es van dividir en dos grups de quatre equips. Els tres primers equips qualificats de cada grup van passar directament als quarts de final de la competició. Els equips classificats en quart lloc van jugar una eliminatòria contra els classificats en primer lloc en cadascun dels grups de la Copa Intercontinental. Els guanyadors d'aquesta eliminatòria van passar a quarts de final.
Divisió dels equips en les tres categories:
|    | Campionat mundial | Campionat mundial |           | Campionat Intercontinental | Campionat Intercontinental |  | Copa Challenger | Copa Challenger |
| 1r | Portugal          | 8è                | Colòmbia  | 16è                        | Egipte                     |  |                 |                 |
| 2n | Argentina         | 10è               | Andorra   | 19è                        | Uruguay                    |  |                 |                 |
| 3r | Espanya           | 11è               | Suïssa    | 22è                        | Estats Units               |  |                 |                 |
| 4t | França            | 12è               | Alemanya  | 25è                        | Nova Zelanda               |  |                 |                 |
| 5è | Itàlia            | 14è               | Brasil    | --                         | Mèxic                      |  |                 |                 |
| 6è | Angloa            | 15è               | Austràlia | --                         | Sud-àfrica                 |  |                 |                 |
| 7è | Xile              | 21è               | Àustria   | --                         | Pakistan                   |  |                 |                 |
| 9è | Moçambic          | --                | Israel    |                            |                            |  |                 |                 |

Copa Intercontinental
S'havia de compondre pels cinquè, sisè, setè i vuitè clessificats europeus, quart d'Amèrica, el segon i tercer d'Àfrica i el campió d'Àsia. Encara que finalment es va compondre el grup amb cinc equips europeus, dos americans i un asiàtic.
Els vuit equips es van dividir dos grups dels quals els campions jugaren una eliminatòria contra els classificats en últim lloc en cadascun dels grups del Campionat mundial. mentre que els sis equips restants jugaren els quarts de final de la competició amb els dos equips eliminats de la Copa mundial.
Les altres seleccions varen jugar la Copa Challenger, que havia de constar amb 7 seleccions i que finalment només va comptar amb 6 després que Pakistan no acudís a la cita.
Mundial U-19
El torneig U-19 per la seva part va comprendre dos grups de 5 seleccions nacionals cadascun. Passada la frase de grups les semifinals es van jugar enfrontant-se el primer d'un grup i el segon de l'altre.

## Resultat final Campionat Mundial Sènior Masculí
| Posició | Selecció     |
| ------- | ------------ |
| 1r      | Argentina    |
| 2n      | Portugal     |
| 3r      | França       |
| 4t      | Itàlia       |
| 5è      | Espanya      |
| 6è      | Angola       |
| 7è      | Xile         |
| 8è      | Alemanya     |
| 9è      | Colòmbia     |
| 10è     | Moçambic     |
| 11è     | Andorra      |
| 12è     | Suïssa       |
| 13è     | Brasil       |
| 14è     | Àustria      |
| 15è     | Israel       |
| 16è     | Austràlia    |
| 17è     | Estats Units |
| 18è     | Uruguay      |
| 19è     | Egipte       |
| 20è     | Sud-àfrica   |
| 21è     | Nova Zelanda |
| 22è     | Mèxic        |

## Resultat final Campionat Mundial Masculí U-19
| Posició | Selecció     |
| ------- | ------------ |
| 1r      | Argentina    |
| 2n      | Itàlia       |
| 3r      | Espanya      |
| 4t      | Portugal     |
| 5è      | Xile         |
| 6è      | Suïssa       |
| 7è      | Regne Unit   |
| 8è      | Colòmbia     |
| 9è      | Estats Units |
| 10è     | Mèxic        |